# Tago (antica Grecia)
Tago (in greco antico: τᾱγός o τάγης?) era un titolo della Tessaglia che veniva dato ad un capo o generale, e in particolare ai militari a capo della Lega della Tessaglia. Quando se ne presentava la necessità, veniva eletto un magistrato di alto rango con il titolo di tago, che aveva il comando sui quattro distretti della Tessaglia (Ftiotide, Tessaliotide, Estiotide, Pelasgiotide). Veniva talvolta chiamato "basileus" (Erodoto, V.63) e qualche volta "arconte" (Dionigi. V.74).
Giulio Polluce (I.128), nella sua lista di designazioni militari, classifica allo stesso livello i beotarchi di Tebe, i re di Sparta, i polemarchi di Atene (riferendosi ai loro reali poteri), e i taghi della Tessaglia.
Quando Giasone di Fere divenne tago, aveva un esercito di più di 8 000 cavalieri e non meno di 20 000 opliti. Quando la Tessaglia non era unita sotto un tago, i distretti possedevano una maggiore indipendenza. Filippo II di Macedonia e suo figlio Alessandro Magno esercitarono il controllo sulla Tessaglia come taghi eletti. Negli ultimi tempi alcuni stati chiamarono i loro magistrati ordinari taghi. 